# Nanofluidique
La nanofluidique est la branche de la nanophysique qui étudie les écoulements au contact d'objets dont au moins une des dimensions est inférieure à cent nanomètres. À cette échelle, de l'ordre de grandeur de celle des molécules qui le composent, le fluide est soumis à des contraintes qui n'existent pas aux échelles plus grandes et présente, en conséquence, un comportement spécifique. Les perspectives offertes par la découverte de phénomènes surprenants aux nanoéchelles promettent un bel avenir à cette branche de la science dont on ne connaît encore probablement qu'une infime partie.
L'apparition, à l'échelle nanométrique, de phénomènes qui n'existent pas à des échelles plus grandes, est due à la compétition entre les effets de volume et les effets de surface.